# De Amersfoortse Berg

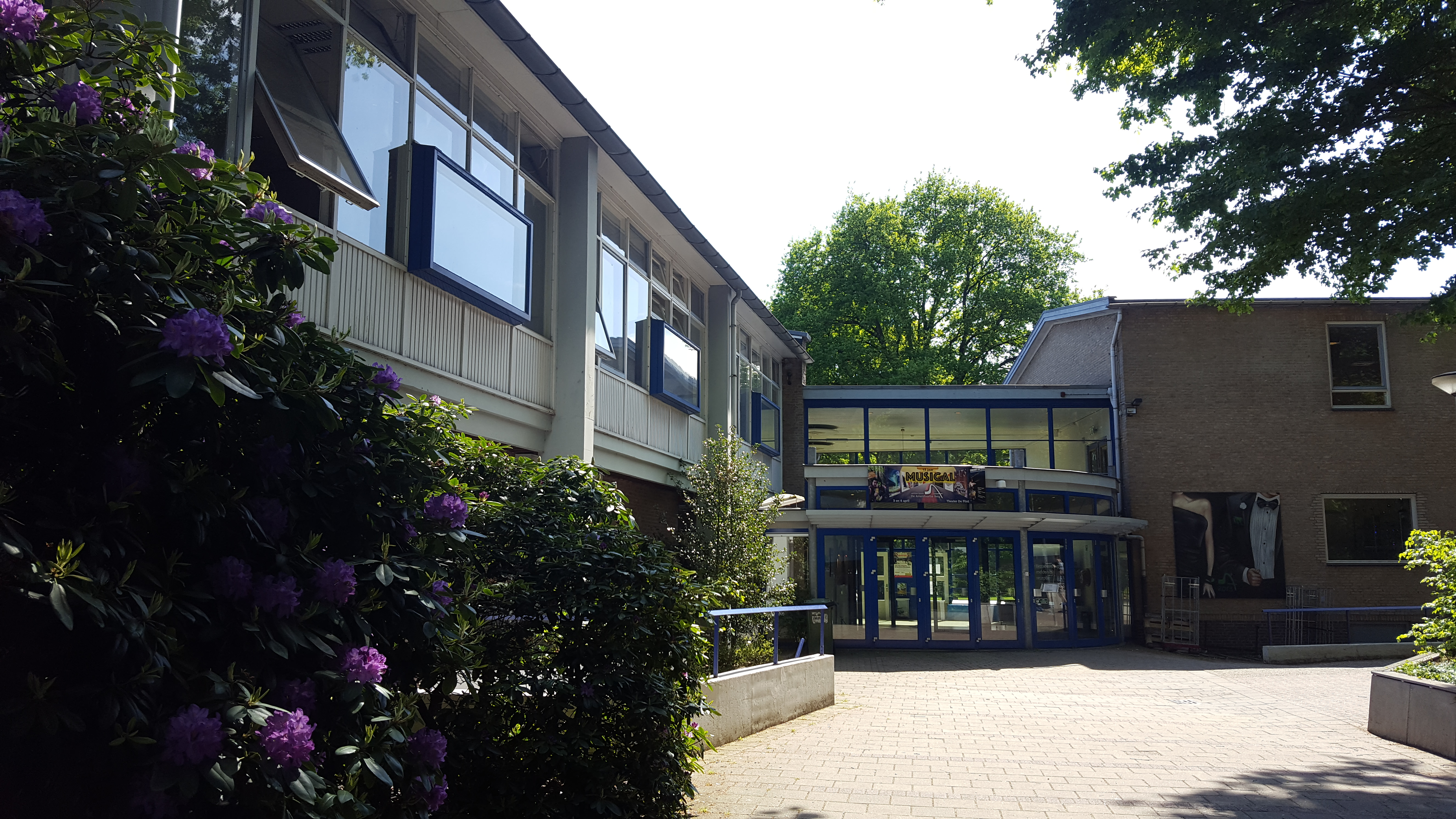

De Amersfoortse Berg, kortweg De Berg, is een openbare school voor voortgezet onderwijs (havo en vwo) in de Nederlandse stad Amersfoort. De school is onderdeel van de Onderwijsgroep Amersfoort. Hiertoe behoren negen openbare scholen voor voortgezet en speciaal (voortgezet) onderwijs. De Amersfoortse Berg is gevestigd aan de Hugo de Grootlaan 25 in Amersfoort-Zuid en telt ongeveer 1200 leerlingen, hoewel het in het verleden ook meer dan 1300 leerlingen op hebben gezet. Sinds het schooljaar 2005-2006 kent de school de richting vwo-bèta. Deze richting laat zich het best omschrijven als een driejarige opleiding tot junior wetenschapper.
Met ingang van cursusjaar 2015-2016 gaat de school verder als lyceum en neemt de school geen mavoleerlingen meer aan. Dit is het gevolg van een beslissing op bestuursniveau ten gevolge van regionale leerlingkrimp.

## Fusieschool
De Amersfoortse Berg ontstond in 1968-1969 na een fusie tussen de Jacob van Campenschool en het Amersfoorts Lyceum.

### Amersfoorts Lyceum
Het Amersfoorts Lyceum was een middelbare montessorischool die begon in een villa in het Amersfoortse Bergkwartier. Vanaf 1960 wordt les gegeven in een nieuw gebouwd pand aan de Hugo de Grootlaan.
Bekende oud-leerlingen:
- Salomon Bouman (1937), journalist
- Carel Brendel (1949), journalist

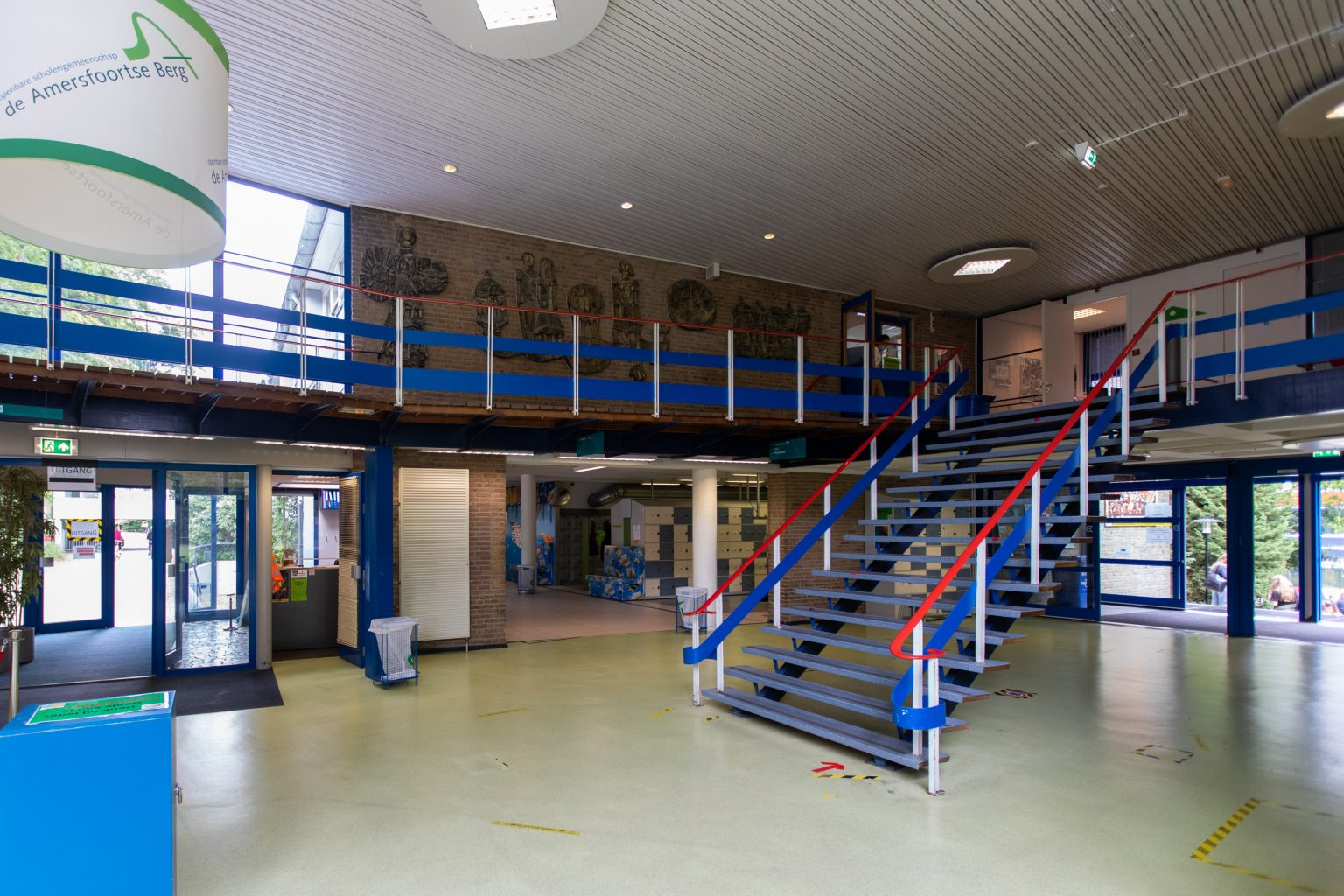

- Hans Kruiswijk (1949), journalist en heemkundige
- Diggy Dex (1980), rapper
- Herma de Jong, hoedenontwerpster
- Christina der Nederlanden, prinses

### Jacob van Campenschool
De Jacob van Campenschool was een school voor ULO en openbaar gewoon lager onderwijs aan de Vondellaan 18 / Huijgenslaan 41 in Amersfoort. In 1968 werd de school samengevoegd met Het Amersfoorts Lyceum tot de scholengemeenschap Amersfoortse Berg.
De school was in 1920 gebouwd als 7-klassige school voor gewoon lager onderwijs. Na de oorlog kreeg het o.g.l.o-gedeelte de naam Joost van den Vondelschool.
Rond 1930 vond een uitbreiding plaats door gemeentearchitect Van der Tak, in verband met de uitbreiding met een ULO-school.

### Gebouwen
Het hoofdgebouw van De Amersfoortse Berg is gebouwd in 1960, voor het Amersfoorts Lyceum. Het ontwerp stamt uit 1958 en is gemaakt door de Amersfoortse architecten F.J. Klokke en A.H. Rooimans, voor de bouw was Bouwbedrijf Van Hoogevest verantwoordelijk. Dit gebouw bestaat uit drie afzonderlijke vleugels die aan elkaar geschakeld zijn. De hoofdvleugel bevat 14 leslokalen en een grote aula, met eronder een fietsenkelder. Een tweede gebouw huisvest 8 lokalen voor onder meer natuur- en scheikunde en het derde gebouw bevat een personeelskamer, kantoren een gymzaal. Sinds schooljaar 2020-2021 worden deze drie lokalen verhuurd aan de School op de Berg. 
Al bij de eerste plannen werd rekening gehouden met een mogelijke uitbreiding rechts van de ingang. Zes jaar na de opening van het nieuwe gebouw, in 1966, werd dit nieuw gebouw ontworpen door dezelfde architecten als het hoofdgebouw. Er werd een nieuw gebouw met 4 lokalen en een bromfietsenkelder naast het bestaande gebouw opgetrokken en er kwam een tweede gymzaal bij de eerste met daarbij een handenarbeidlokaal. In het jaar 2000 kwam er nog een extra gebouw met 5 lokalen en in 2010 werd er een extra gymzaal toegevoegd. Ten slotte kwam er in 2013 nog een nieuw tweelaags gebouw. 

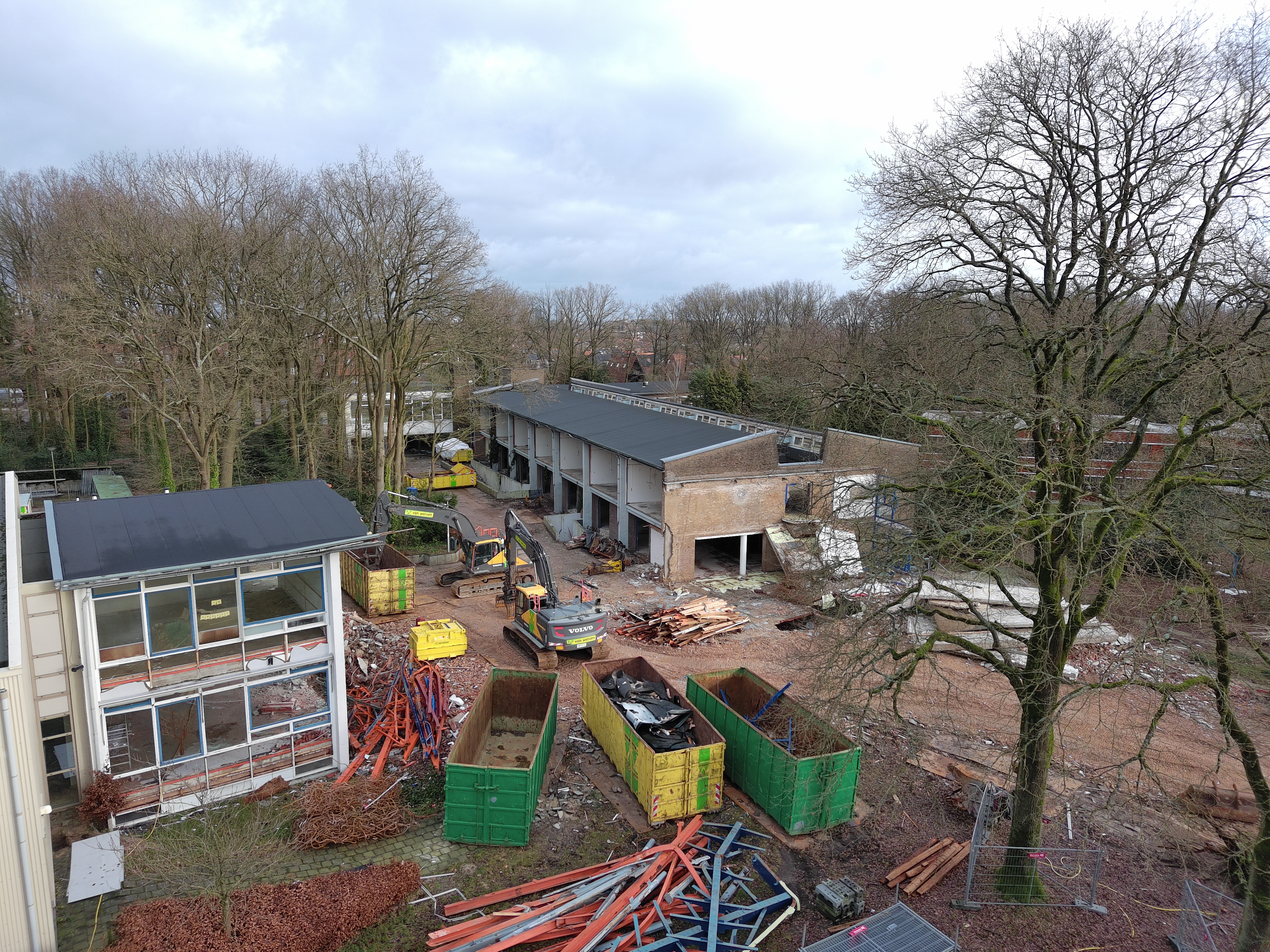

Het oude hoofdgebouw en het kleinere bijgebouw, ook wel de kunstvilla genoemd, zullen in 2024-2025 worden vervangen door twee nieuwe gebouwen en twee gymzalen. Uiteindelijk zullen we op het terrein vier gebouwen komen die zijn ontworpen rondom vakgroepen. Het in 2013 neergezette gebouw wordt omgevormd tot alfagebouw en zal de talen accommoderen. Aan de kant van het Sabapad zal een beta- en gammagebouw komen. Aan de nieuwste gymzaal (aan de kant van de Surinamelaan) worden twee additionele gymzalen gebouwd. Tot slot wordt er aan de Hugo de Grootlaan een nieuw hoofdgebouw gebouwd dat tevens de kunstvakken accommoderen.